# Patrulla de Protección Ciudadana (Tucumán)
La Patrulla de Protección Ciudadana es una policía municipal de San Miguel de Tucumán, Tucumán, Argentina. Fue creada en 2021 a partir de la Agencia de Protección de Espacios Públicos, complementando el trabajo con la policía de Tucumán.

## Historia
La policía tiene su antecedente en la Agencia de Protección de Espacios Públicos, que fue creada en 2019 para cuidar los espacios públicos de la capital y prevenir actos vandálicos. El 17 de agosto de 2021 fue creada la actual Patrulla de Protección Ciudadana, durante la intendencia de Germán Alfaro. Contaba con 170 uniformados sobre la base de agencia de Espacios Públicos.
Ese mismo año se aprobó el decreto que reglamenta la función de las policías municipales. Según la ley, cumple tareas de seguridad, vigilancia y prevención del delito primaria junto a fuerzas de seguridad provinciales y nacionales. Asimismo pueden actuar como inspectores de tránsito, transporte, saneamiento, ambiente, labrar multas y realizar aprehensiones dentro de su municipio.
En 2024 cambió su identidad visual de negro a azul y blanco. Actualmente, cuenta con 114 agentes, 19 camionetas Toyota Hilux, 4 motocicletas y armamento no letal como bastones tonfas, escopetas de balas de goma, entre otros. El cuerpo policial cuenta con una sede central sobre la calle Italia, al costado de los viejos cuarteles militares, y otras bases policiales en el Complejo deportivo Ledesma y en el Parque 9 de Julio.